# أماني نتاكي ليبت
أمانينتاكيليبت كان ملكًا لكوش من مروي، ربما حكم في الفترة بين 519-510 ق.م. سبقه الملك انلاماني، وتبعه الملك كركاماني، لا يعرف أماني نتاكي ليبت إلا من هرمه رقم 10 في نوري وكتلة عليها نقوش عثر عليها في مروي. أحد الآثار الغربية المرتبطة به أسطوانة ذهبية وُجدت في هرمه. يذكر المؤرخ هيرودوت أن الملك الفارسي قمبيز غزو مروي حوالي عام 525 قبل الميلاد وهو حدث قد يكون قد وقع في عهد أمانيناتاكيلبت.

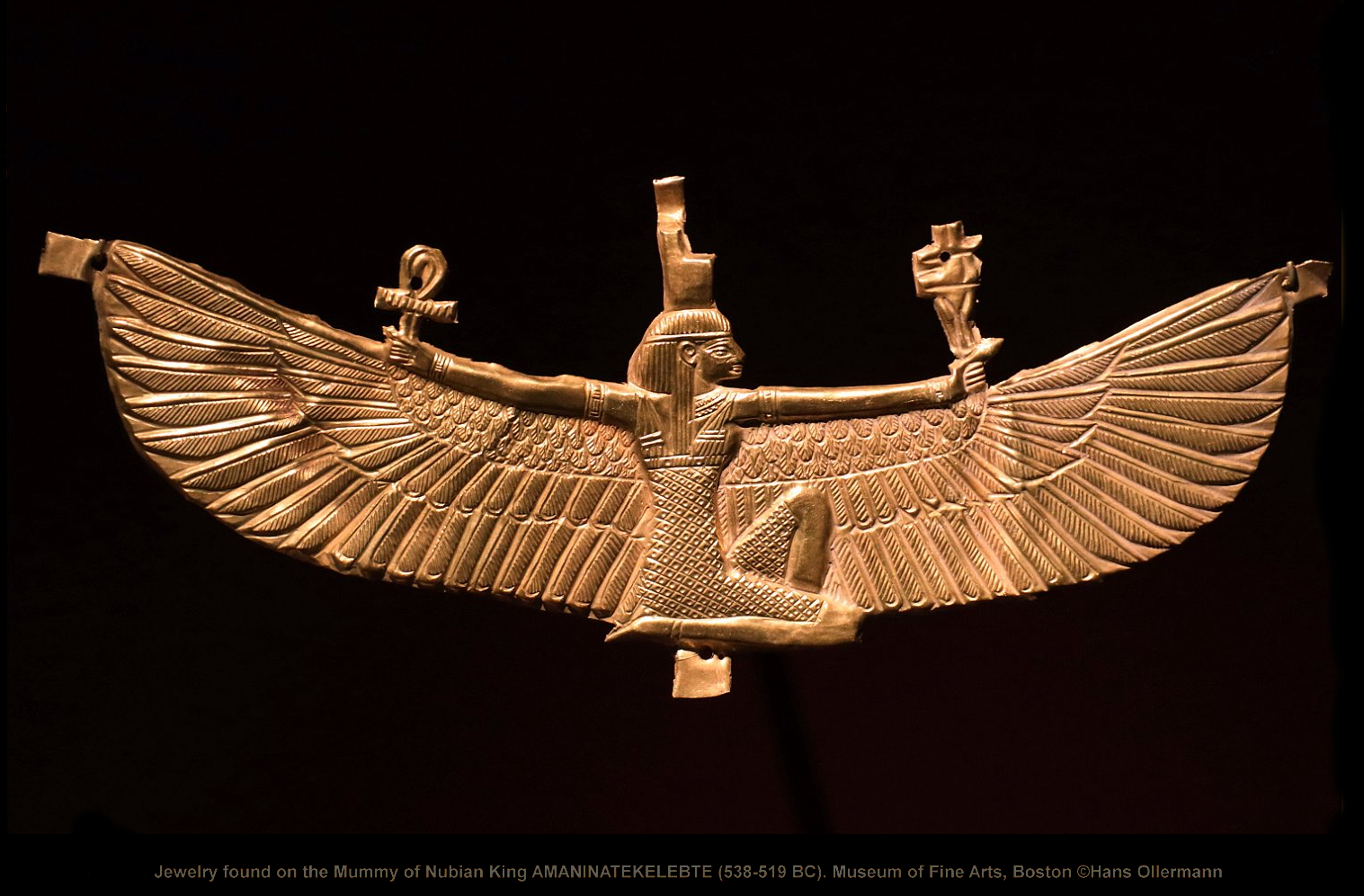
مجوهرات للملك أماني نتاكي ليبت في متحف بوسطن للفنون الجميلة